# Junkersdorf (Köln)
Junkersdorf ist ein Stadtteil im linksrheinischen Westen von Köln im Stadtbezirk Lindenthal.

## Lage
Junkersdorf grenzt im Osten an die Stadtteile Müngersdorf und Lindenthal. Im Süden wird Junkersdorf durch die Bundesstraße 264 begrenzt. Im Westen befindet sich die Bundesautobahn 1 bzw. die Fontanestraße (Grenze zu Weiden) und die Ortschaft Weiden. Im Norden von Junkersdorf verläuft die Bundesstraße 55.

## Gliederung

Gut Horbell, Wirtschaftsgebäude, um 1890

Dem Stadtteil Junkersdorf und damit Köln wurden zum 1. Januar 1975 durch das Köln-Gesetz folgende Wohnplätze zugeschlagen:
- Marsdorf (von Frechen)
- Horbell: Das Gut wurde erstmals im 14. Jh. bezeugt. Heutiger Bau 1713[1] (von Hürth)

Beide haben nur eine geringe Einwohnerzahl. Frechen verlor aber mit dem Einzelhandelsschwerpunkt Marsdorf einen großen Anteil an Gewerbesteuern.

## Archäologie
Nahe der Aachener Straße wurde in den 1940er und -50er Jahren unter der Leitung von Fritz Fremersdorf ein großes frühmittelalterliches Gräberfeld vollständig ausgegraben. Es umfasst 514 Gräber der Zeit zwischen etwa 440 und 700 n. Chr. Dies lässt auf eine Anzahl von etwa 110–120 gleichzeitig lebenden Menschen und somit auf eine für diese Zeit große Siedlung schließen. Ein kleineres Gräberfeld ähnlicher Zeit, das unter dem Namen Köln-Müngersdorf bekannt ist, liegt nur etwa einen Kilometer östlich entfernt.

## Geschichte

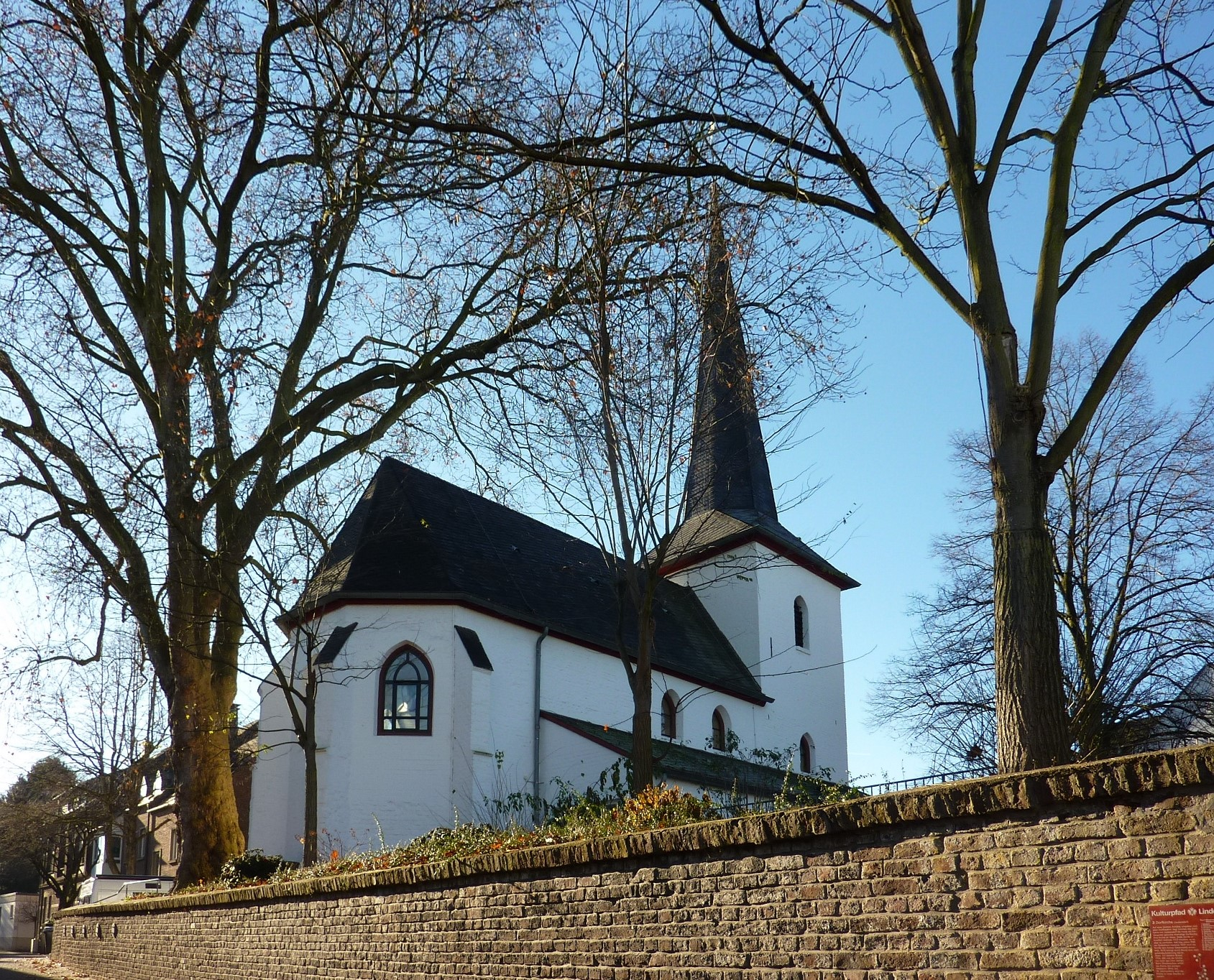
Die mittelalterliche Dorfkirche

Die erste urkundliche Erwähnung von Junkersdorf kann auf 898 datiert werden. König Zwentibold (895 König von Lothringen) schenkt am 4. Juni 898 auf die Bitten seiner Frau Oda („Oata“) und seines Schwiegervaters Otto des Erlauchten von Sachsen Grundbesitz an das Damenstift in Essen („Astnide“), vertreten durch die Äbtissin Wigburg (auch Wicburg, Äbtissin von vermutlich 895 bis 17.08.906). Zu den Schenkungen gehörte auch ein Gut in Junkersdorf („guntherisdorp“).
Lange ging man davon aus, dass der Name Junkersdorf erst im Jahre 962 erstmals urkundlich erwähnt wurde, als der damalige Kölner Erzbischof Bruno dem Damenstift St. Cäcilia zu Köln Land in „Guntheresthorb“ schenkte. In dieser Zeit wurde die Ansiedlung als dem Kölngau zugehörig bezeichnet. 1223 erfolgte die erste Erwähnung der alten St. Pankratiuskirche. Am Anfang des 15. Jahrhunderts gingen die Herrscherbefugnisse auf das Kölner Antoniterkloster über. Im Jahr 1586 kam es zum Massaker von Junkersdorf, das das ganze Reich erschütterte. Bis zum Ende des 18. Jahrhunderts war die durch ihre Höfe geprägte „Herrlichkeit Junkersdorf“ eine freie Herrschaft im Erzstift Köln, die erst nach der französischen Inbesitznahme (1794) beendet wurde. Die kirchlichen Besitztümer gingen zu diesem Zeitpunkt auf den Französischen Staat über. Im Gebiet des Stadtteils sind auch heute noch diverse Höfe aus dieser Zeit erhalten. Junkersdorf wurde ein Teil der Mairie Lövenich im Kanton Weiden, der Teil des Arrondissements Köln im Rur-Departement war. Nach 1815 kam Junkersdorf zu Preußen und gehörte zur Gemeinde Lövenich im Landkreis Köln. 1975 wurde Junkersdorf in die Stadt Köln eingemeindet.

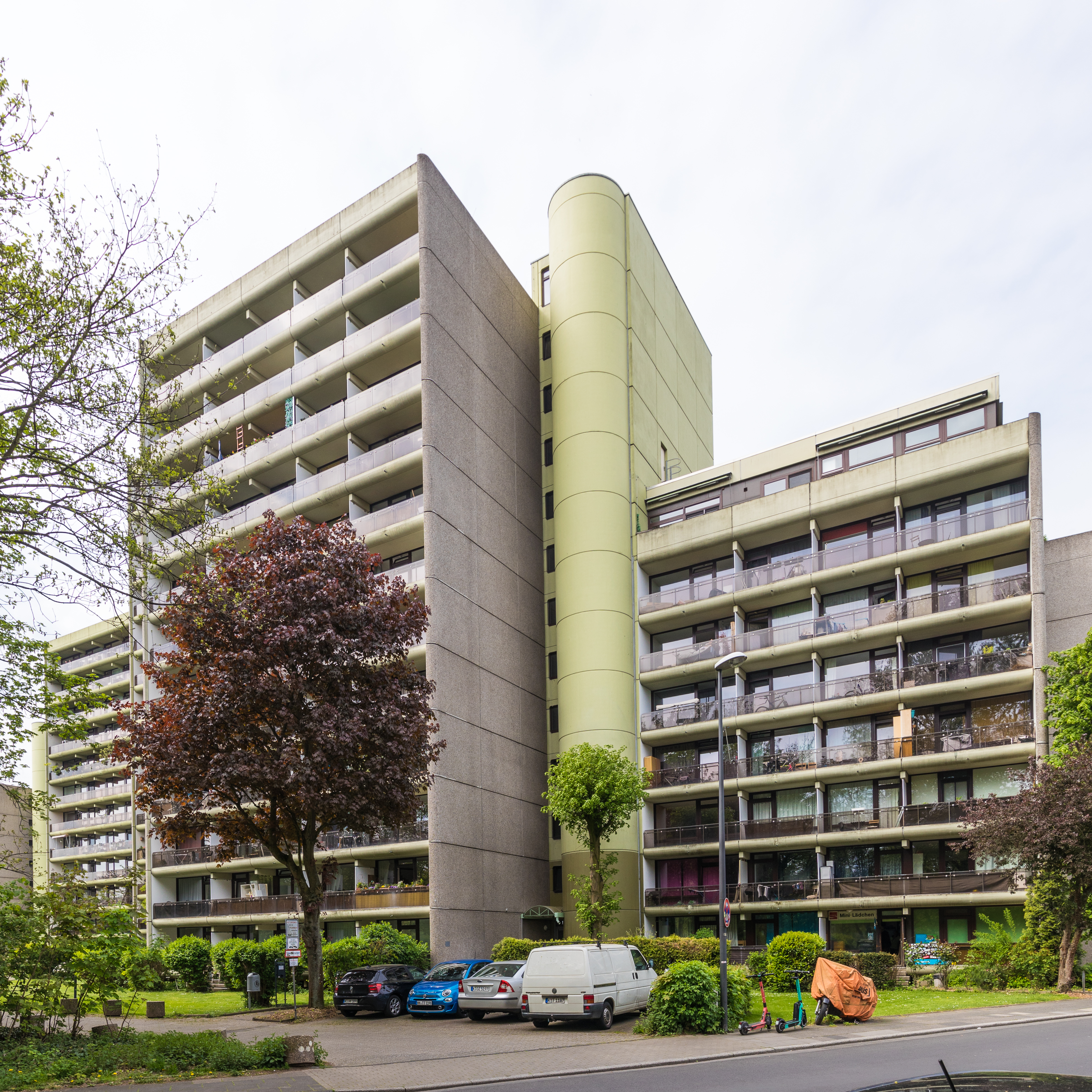
Wohnhochhaus im Wiener Weg

## Bevölkerungsstatistik
Struktur der Bevölkerung von Köln-Junkersdorf (2021):
- Durchschnittsalter der Bevölkerung: 42,0 Jahre (Kölner Durchschnitt: 42,3 Jahre)
- Ausländeranteil: 10,2 % (Kölner Durchschnitt: 19,3 %)
- Arbeitslosenquote: 3,7 % (Kölner Durchschnitt: 8,6 %)

## Kultur und Freizeit

### Bauten

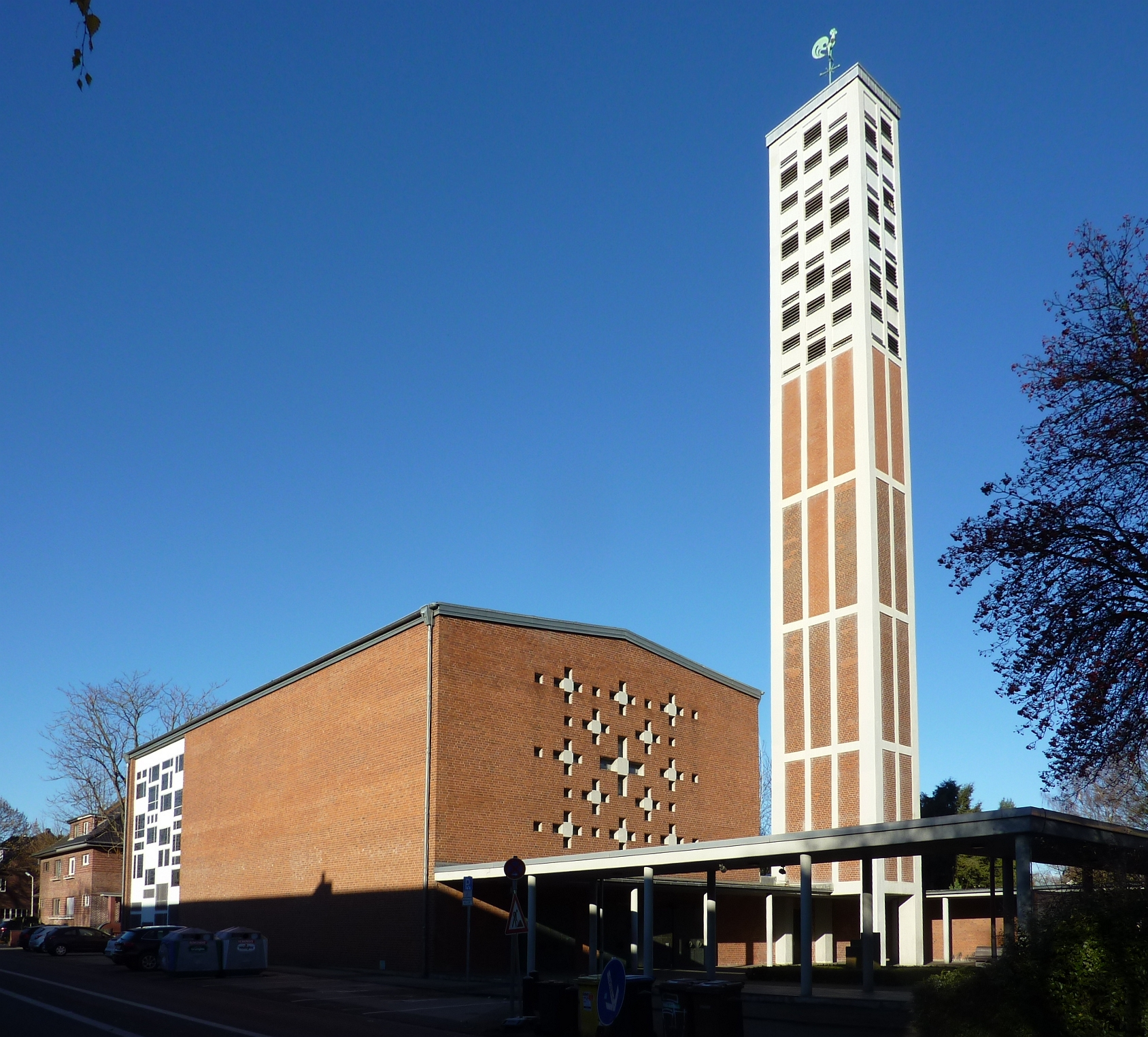
Kath. Kirche St. Pankratius (Köln-Junkersdorf)St. Pankratius

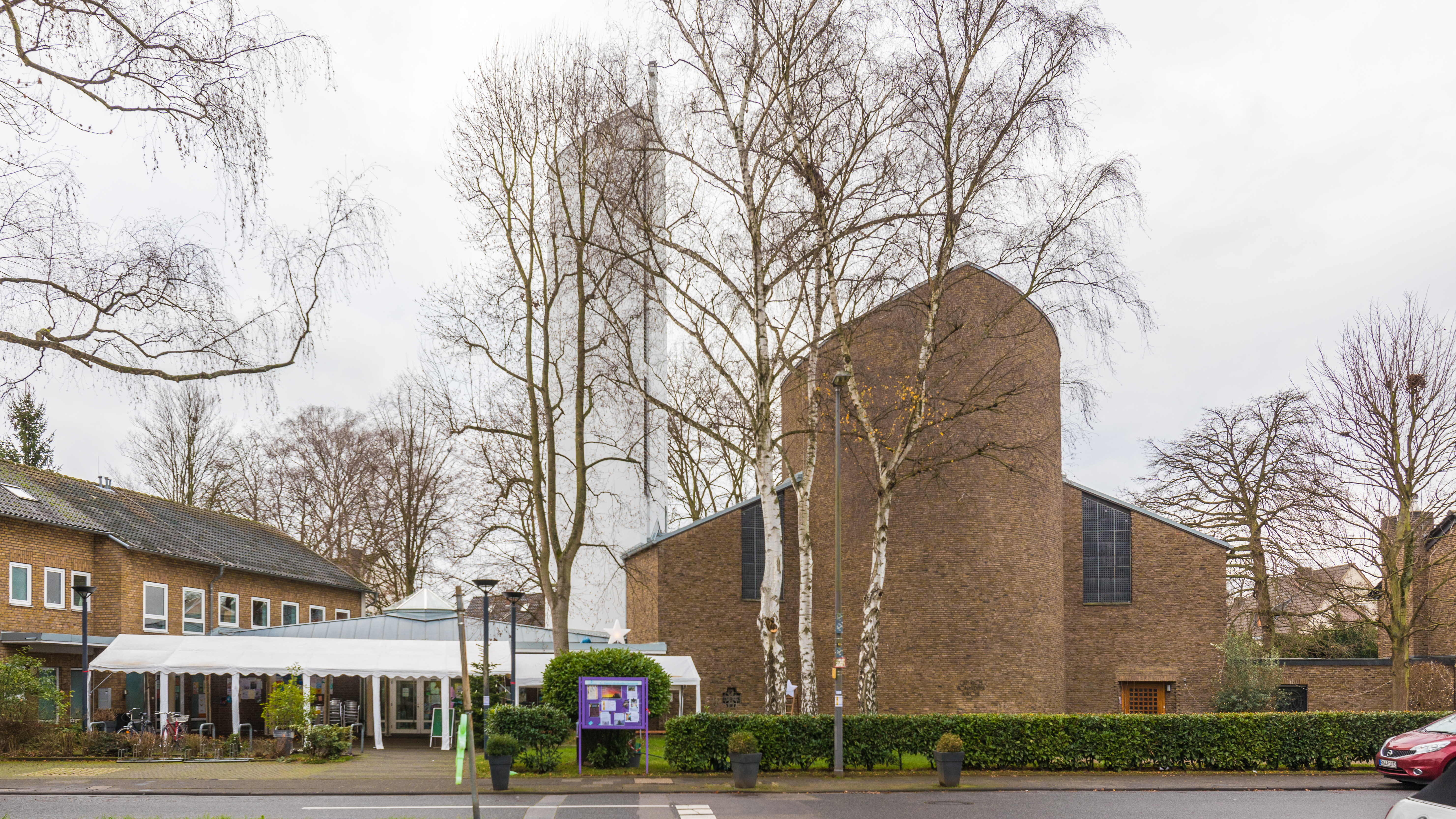
Ev. Dietrich-Bonhoeffer-Kirche

Am Ende der 1920er Jahre wurden in Junkersdorf vornehme Einfamilienhäuser im Bauhaus-Stil erbaut. In den anschließenden 1930er Jahren wurde der Äußere Kölner Grüngürtel angelegt; somit wurden auch die Junkersdorfer Felder für exklusives Wohnen in grüner Umgebung interessant. Dort entstand eine Großwohnsiedlung.
An der Dürener Straße entstand 1936 die nach dem Hunnenkönig Attila benannte Etzelkaserne. In der Zeit von etwa Ende 1944 bis 1946 wurden polnische Zwangsarbeiter in der Etzelkaserne gesammelt, um auf den Rücktransport in ihre Heimat vorbereitet zu werden. Zeitweilig war das Lager mit ca. 2500 Personen völlig überbelegt. Die Fahrzeughallen waren zeitweise auch Schlafstätten. In den Mannschaftsräumen wohnten je vier Familien, in jeder Ecke eine. Die einzelnen Familien schirmten sich nur unzureichend durch geschickte Aufstellung der Etagenbetten ab. Die sanitären Anlagen befanden sich jeweils am Ende des Flures. Das Lager wurde von den Engländern verwaltet, die die Bewohner des Lagers zentral verpflegten. Diese wurden mit Entlausungsmaßnahmen bis hin zu Vitamingaben und Impfaktionen intensiv medizinisch betreut. Schwere Erkrankungen wurden in einem deutschen Krankenhaus in Bonn behandelt. Dabei konnte es geschehen, dass Kinder nach längerem Krankenhausaufenthalt die polnische Sprache fast vergessen hatten und Deutsch sprachen. Deutsch zu sprechen war aber im Lager verboten, ebenso Kontakte mit Personen außerhalb des Lagers.
Im Lager gab es eine große Schule, Sportstätten und eine Notkirche, in der regelmäßig polnischer Gottesdienst stattfand. Wie viel Wert auf die religiöse Betreuung gelegt wurde, mag dadurch verdeutlicht werden, dass es speziell für die polnischen Lager am Niederrhein und in Westfalen ein in polnischer Sprache gedrucktes Gebet- und Gesangbuch gab. Das „Nihil Obstat“ wurde am 15. Mai 1945 von D. Bernard Walczak, O. S. B., das „Imprimatur“ am 19. Mai 1945 durch Jos. van der Meersch, Vic. gen. erteilt. Der Druck erfolgte in Kempen am Niederrhein.
Anschließend bezogen belgische Streitkräfte die Anlage und nannten sie Haelen. Für die Soldaten und deren Angehörige entstand in den 1950er Jahren die Belgier-Siedlung. Nachdem die Belgier im Jahre 1996 die Kaserne aufgegeben hatten, entstand auf dem Gelände eine neue Siedlung, die den Namen Stadtwaldviertel Junkersdorf trägt.

### Vereine
In Junkersdorf sind insbesondere folgende Vereine aktiv:
JRC Junkersdorfer-Reit-Club, FC Junkersdorf, Große Junkersdorfer Karnevals Gesellschaft von 1973 e. V., Maigesellschaft Junkersdorf e. V., und SKG Junkersdorf e. V. (Sportkegeln). Große Junkersdorfer und Maigesellschaft bilden gemeinsam mit K hoch Kirche und Karneval in Köln-Junkersdorf e. V. die Dorfgemeinschaft Junkersdorf. Der 1924 gegründete und inzwischen aufgelöste Kölner Ski-Klub e. V. hatte seinen Vereinssitz seit 1980 ebenfalls in Junkersdorf. Der erste Ski-Club Junkersdorf e. V. wurde im Jahre 2010 gegründet.

## Wirtschaft und Verkehr

### Wirtschaft

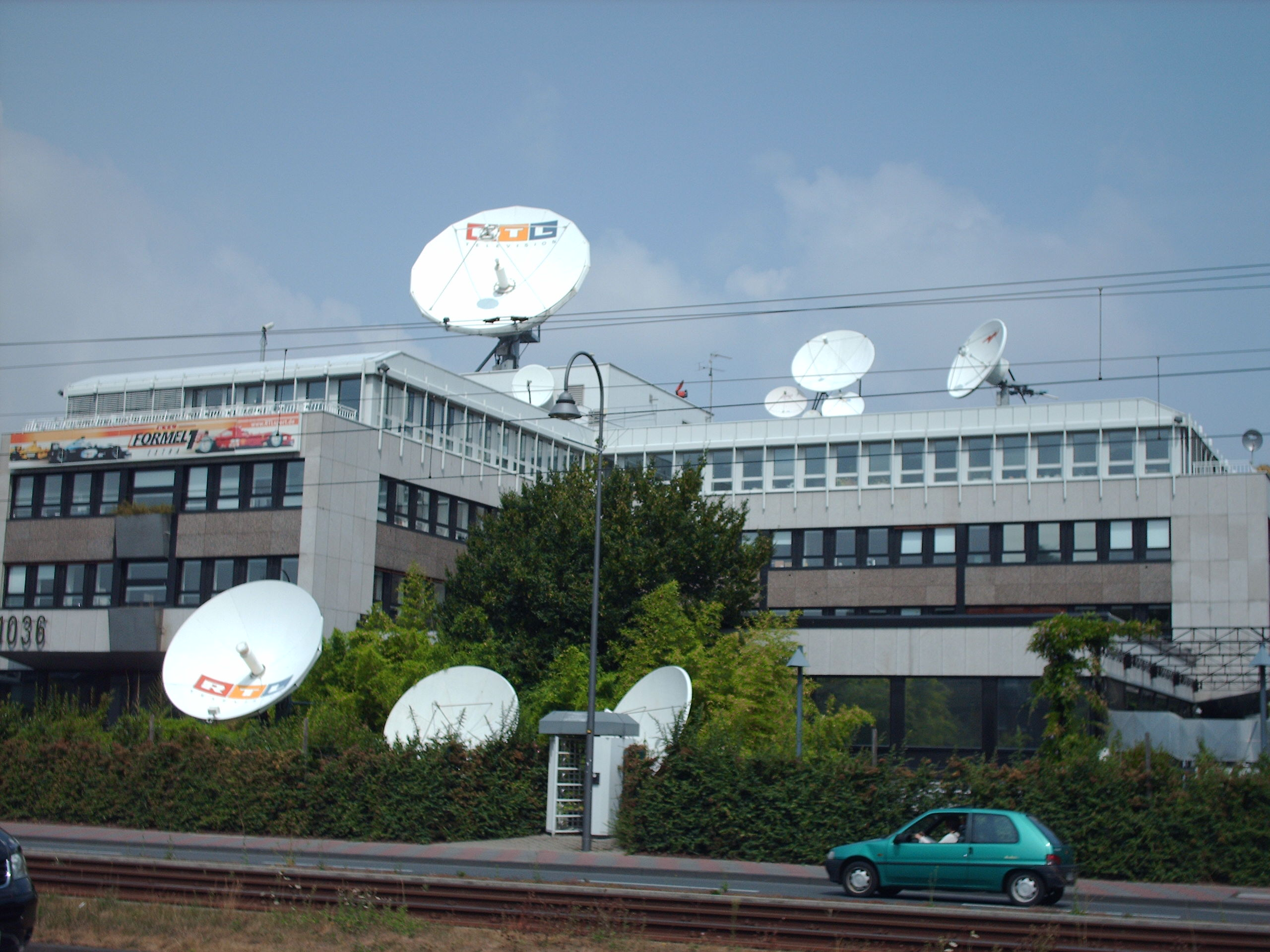
Ehemaliger Standort von RTL in Junkersdorf

An der Aachener Straße befand sich bis zum Umzug des Medienunternehmens RTL Deutschland im Juni 2010 dessen Sendezentrum. Zu Marsdorf gehört ein großflächiges Gewerbegebiet, in dem unter anderem die Motorsportabteilung und der Formel-1-Rennstall des Automobilherstellers Toyota angesiedelt waren.

### Verkehr
Junkersdorf liegt sehr verkehrsgünstig. In Junkersdorf kreuzen sich die beiden Autobahnen A 1 und A 4 am Autobahnkreuz Köln-West. Durch den Norden von Junkersdorf verläuft die Bundesstraße 55 (Aachener Straße). Durch den Süden verläuft die Bundesstraße 264 (Dürener Straße), die Bahnstrecke Köln–Frechen. Junkersdorf ist auch an den ÖPNV durch die Straßenbahnlinie 1 sehr gut erschlossen.
| Linie | Verlauf / Anmerkungen | Takt (Mo–Fr) |
| ----- | --- | ------------ |
| 1     | Weiden West – Junkersdorf – Rheinenergiestadion – Müngersdorf – Braunsfeld – Aachener Str./Gürtel – Moltkestraße – Rudolfplatz – Neumarkt – Heumarkt – U Bf. Deutz/Messe – U Deutz Technische Hochschule – U Kalk Post – U Kalk Kapelle – U Fuldaer Straße – U Sportpark Höhenberg – Merheim – Brück – Lustheide – Refrath – Kippekausen – Frankenforst – Neuenweg – Kölner Str. – Im Hoppenkamp – U Bensberg | 10 min       |

## Bekannte Einwohner

### Aktuelle Einwohner
- Werner Spinner (* 1948), Manager und Sportfunktionär
- Alexander von der Groeben (* 1955), Judoka und Sportreporter
- Ulrike von der Groeben (* 1957), Moderatorin
- Uwe Hübner (* 1961), Fernseh- und Radiomoderator
- Barbara Eligmann (* 1963), Moderatorin
- Britta von Lojewski (* 1963), Journalistin und Fernsehmoderatorin
- Frauke Ludowig (* 1964), Moderatorin
- Susanne Kronzucker (* 1965), Nachrichtensprecherin
- Mirja Boes (* 1971), Schauspielerin und Sängerin
- Matthias Lehmann (* 1983), Fußballspieler des 1. FC Köln
- Timo Horn (* 1993), Fußballspieler des 1. FC Köln

### Verstorbene ehemalige Einwohner
- Wilhelm Schneider-Clauß (1862–1949), Mundartdichter
- Wilhelm Capitaine (1871–1948), Priester, Pädagoge und Schriftsteller
- Ildefons Herwegen (1874–1946), Abt in Maria Laach, Namenspatron einer Grundschule in Junkersdorf
- René Deltgen (1909–1979), luxemburgischer Schauspieler
- Willy Schneider (1905–1989), Sänger von Heimat- und Karnevalsliedern
- Fritz Pott (1939–2015), Fußballspieler und -trainer
- Klaus Bednarz (1942–2015), Fernseh- und Auslandskorrespondent
- Hannes Löhr (1942–2016), Fußballspieler und -trainer, Rekordtorschütze des 1. FC Köln
- Karl-Erivan Haub (1960–2018), Geschäftsführer der Unternehmensgruppe Tengelmann